# Hermerico
Flavio Hermerico (en latín, Flavius Hermericus; ¿?-441) fue rey de los suevos entre 409 y 438, primer soberano del reino que este pueblo de habla germánica creó en la antigua provincia romana de Gallaecia (actual Galicia), que duró desde 411 a 585.

## Biografía
Dirigió a su pueblo desde el Rin hasta la Gallaecia, donde, tras someter a la población, firmó un foedus (411) con el Imperio mediante el cual su pueblo se establecía en la provincia de la Gallaecia, constituida como regnum federado de Roma bajo el gobierno de un rex (rey), el propio Hermerico, que acepta como superior la autoridad del emperador, además adoptó el nomen Flavius (Flavio) como muestra de su sumisión y romanización, siendo utilizado por sus sucesores. La parte occidental de la Gallaecia fue para los suevos, en tanto que la oriental correspondió a los vándalos asdingos, dirigidos por su rey Gunderico. Enfrentados ambos, Hermerico fue derrotado por los vándalos y los alanos en la batalla de los montes Nervasos, en la actual provincia de León. Sin embargo, con la ayuda romana consiguió derrotar a estos enemigos y arrinconarlos en la Bética.
Según san Isidoro rigió durante 32 años el destino de su pueblo (406-439), que tanto desde el punto de vista demográfico como militar era de escala menor, su población se puede estimar entre 30 000 y 40 000 personas. El establecimiento de los suevos, según escribe Idacio, se hizo sobre  una población nativa que retuvo en su poder las fortalezas más seguras. En el año 430, el siguiente a la salida de los vándalos de Hispania, Idacio registra enfrentamientos por la Gallaecia media que obligan a Hermérico a hacer la paz, paz que se conviete en una breve tregua, circunstancia que obliga a Idacio a acudir a las Galias en busca de la protección de Aecio. Idacio regresa a la Gallaecia el año 432 acompañado por el conde Censorio, en calidad de legado de Aecio cerca de los suevos consiguiendo firmar en 438 un foedus con los suevos. Fue entonces cuando asoció a su hijo Flavio Requila al trono, ya que se encontraba enfermo. Fallece en el año 441.